# Rina Ikoma
Rina Ikoma (生駒 里奈, Ikoma Rina), née le 29 décembre 1995 dans la préfecture d'Akita, est une chanteuse et idole japonaise, membre du groupe féminin japonais Nogizaka46 de 2011 à 2018 ainsi que de son groupe rival, AKB48, de février 2014 à mars 2015.

## Biographie
Ikoma fait ses débuts comme chanteuse en passant des auditions est acceptée pour intégrer la 1re génération du nouveau groupe et rival officiel d'AKB48 qui débute le 29 juin 2011.
Elle devient un des membres populaires du groupe et occupent souvent la position de centre dans les disques du groupe.
Le 24 février 2014, un « team shuffle », mêlant toutes "groupes 48" et Nogizaka46, est annoncé lors de l'événement AKB48 Group Dai Sokaku Matsuri (AKB48グループ大組閣祭り～時代は変わる。だけど、僕らは前しか向かねえ！～), il est décidé que Rina Ikoma rejoindra la Team B d'AKB48 (et que Rena Matsui du groupe SKE48 rejoindra Nogizaka46 en ayant une double position). Les deux jeunes idoles débutent avec leur nouveau groupe d'idoles en avril 2014. Un an plus tard, en avril 2015, la double position de Rina Ikoma chez Nogizaka46 et AKB48 s'achève après le Team Shuffle 2015 et retrouve sa place unique dans son groupe de départ.
Rina Ikoma interprète le rôle principal de Naomi Nakashima dans le film d'horreur Corpse Party (コープスパーティー) qui sort au cinéma en août 2015 au Japon. Elle est en tête d'affiche avec quelques membres de Nogizaka46 et AKB48. Aux côtés de l'idol', le casting est composé de Ryosuke Ikeoka (qui a débuté dans le film 1/11 Jyū Ichi Bun No Ichi et a joué sur scène dans Musical Tennis no Ōjisama 2nd Season) ainsi que Nozomi Maeda, mannequin exclusive pour le magazine Popteen (et star de Real Onigokko 4, et du drama Kami no Tsuki). La jeune femme a donné ses impressions : « C'est la première fois de ma vie que je vais jouer le premier rôle dans un film ! Je n'ai pas beaucoup d'expérience en tant qu'actrice, donc je suis nerveuse. Je me demande parfois si je suis la mieux placée pour ceci, mais je vais tout donner pour une telle opportunité qui ne se présente qu'une fois dans la vie. Je ferai de mon mieux pour que ce projet soit un succès ! »
Rina Ikoma, désormais âgée de vingt ans, célèbrent et ses collègues de groupe Marika Ito et Mahiro Kawamura la cérémonie de la majorité (成人式, seijin shiki) le 10 janvier 2016 au temple Nogi à Tokyo. Les sept membres du groupe d'idoles, nées en 1995 et début 1996, portaient des furisodes à cette occasion.
Rina Ikoma a effectué le premier lancer protocolaire avant un match de baseball entre les Fukuoka SoftBank Hawks et les Saitama Seibu Lions en mars 2016. À la même période, elle interprète la voix de la publicité de Giga-chan (ギガちゃん) de SoftBank.
Elle joue le rôle principal dans la suite du film Corpse Party intitulée Corpse Party: Books of Shadows. Le long-métrage sortira au cinéma en juillet 2016 au Japon. Nijika Ishimori (Keyakizaka46) y apparaît également. Aussi, elle se produit dans la pièce de théâtre Kochira Katsushikaku Kameari Kouen Mae Hashutsujo (こちら葛飾区亀有公園前派出所), également connue sous le nom de Kochikame (こち亀), en septembre 2016. L’histoire est basée sur le manga de Osamu Akimoto.
Le 31 janvier 2018, Rina Ikoma annonce sur le blog officiel du groupe qu'elle compte effectuer sa graduation afin de préparer sa vie future en tant qu'adulte.

## Discographie en groupe

### Avec Nogizaka46
| #       | Date de sortie   | Titre                           | Titre original             | A participé aux chansons                                                                          |
| Albums  | Albums           | Albums                          | Albums                     | Albums                                                                                            |
| ------- | ---------------- | ------------------------------- | -------------------------- | ------------------------------------------------------------------------------------------------- |
| 1       | 7 janvier 2015   | Tōmei na Iro                    | 透明な色                   | Boku ga Iru Basho Dareka wa Mikata                                                                |
| 2       | 25 mai 2016      | Sorezore no Isu                 | それぞれの椅子             | Kikkake Taiyō ni Kudokarete Kanjō Rokugōsen                                                       |
| 3       | 24 mai 2017      | Umarete kara Hajimete Mita Yume | 生まれてから初めて見た夢   |                                                                                                   |
| Singles |                  |                                 |                            |                                                                                                   |
| 1       | 22 février 2012  | Guru Guru Curtain               | ぐるぐるカーテン           | Guru Guru Curtain Nogizaka no Uta Aitakatta Kamoshirenai Ushinaitakunai Kara Shiroi Kumo ni Notte |
| 2       | 2 mai 2012       | Oide Shampoo                    | おいでシャンプー           | Oide Shampoo Mizutama Moyō Kokoro no Kusuri House!                                                |
| 3       | 22 août 2012     | Hashire! Bicycle                | 走れ! Bicycle              | Hashire! Bicyle Hito wa Naze Hashiru no ka? Oto ga Denai Guitar                                   |
| 4       | 19 décembre 2012 | Seifuku no Mannequin            | 制服のマネキン             | Seifuku no Mannequin Koko Janai Doko ka?                                                          |
| 5       | 13 mars 2013     | Kimi no Na wa Kibō              | 君の名は希望               | Kimi no Na wa Kibō Shakiiism Romantic Ikayaki                                                     |
| 6       | 3 juillet 2013   | Girl's Rule                     | ガールズルール             | Girl's Rule Sekai de Ichiban Kodoku na Lover Ningen to iu Gakki                                   |
| 7       | 27 novembre 2013 | Barrette                        | バレッタ                   | Barrette Tsuki no Ōkisa Sonna baka na...                                                          |
| 8       | 2 avril 2014     | Kizuitara Kataomoi              | 気づいたら片思い           | Kizuitara Kataomoi Romance no Start Toiki no Method Danke Schön                                   |
| 9       | 9 juillet 2014   | Natsu no Free & Easy            | 夏のFree&Easy              | Natsu no Free & Easy Mukuchi na Lion                                                              |
| 10      | 8 octobre 2014   | Nandome no Aozora ka?           | 何度目の青空か？           | Nandome no Aozora ka? Korogatta Kane wo Narase! Tender days                                       |
| 11      | 18 mars 2015     | Inochi wa Utsukushii            | 命は美しい                 | Inochi wa Utsukushii Arakajime Katarareru Romance                                                 |
| 12      | 22 juillet 2015  | Taiyō Knock                     | 太陽ノック                 | Taiyō Knock Hane no Kioku                                                                         |
| 13      | 28 octobre 2015  | Ima, Hanashitai Dareka ga Iru   | 今、話したい誰かがいる     | Ima, Hanashitai Dareka ga Iru Popipappapā Kanashimi no Wasurekata                                 |
| 14      | 23 mars 2016     | Harujion ga Sakukoro            | ハルジオンが咲く頃         | Harujion ga Sakukoro Yūutsu to Fūsen Gum                                                          |
| 15      | 27 juillet 2016  | Hadashi de Summer               | 裸足でSummer               | Hadashi de Summer Boku Dake no Hikari                                                             |
| 16      | 9 novembre 2016  | Sayonara no Imi                 | サヨナラの意味             | Sayonara no Imi Kodoku na Aozora                                                                  |
| 17      | 22 mars 2017     | Influencer                      | インフルエンサー           |                                                                                                   |
| 18      | 9 août 2017      | Nigemizu                        | 逃げ水                     |                                                                                                   |
| 19      | 11 octobre 2017  | Itsuka Dekiru kara Kyō Dekiru   | いつかできるから今日できる |                                                                                                   |
| 20      | 25 avril 2018    | Synchronicity                   | シンクロニシティ           |                                                                                                   |

### Avec AKB48
| #       | Date de sortie   | Titre                            | Titre original               | A participé aux chansons                       |
| Albums  | Albums           | Albums                           | Albums                       | Albums                                         |
| ------- | ---------------- | -------------------------------- | ---------------------------- | ---------------------------------------------- |
| 1       | 7 janvier 2015   | Koko ga Rhodes da, Koko de tobe! | ここがロドスだ、 ここで跳べ! | Koko ga Rhodes da, Koko de tobe! To go de      |
| Singles |                  |                                  |                              |                                                |
| 36      | 21 mai 2014      | Labrador Retriever               | ラブラドール・レトリバー     | B Garden                                       |
| 37      | 27 août 2014     | Kokoro no Placard                | 心のプラカード               | Kokoro no Placard                              |
| 38      | 26 novembre 2014 | Kibōteki Refrain                 | 希望的リフレイン             | Kibōteki Refrain Loneliness Club Kaze no Rasen |
| 39      | 4 mars 2015      | Green Flash                      | グリーン・フラッシュ         | Green Flash                                    |
| 40      | 20 mai 2015      | Bokutachi wa Tatakawanai         | 僕たちは戦わない             | Bokutachi wa Tatakawanai                       |

## Filmographie
Dramas
- 2015 - Hatsumori Bemars[4]

## Divers
Photobooks
1. 24 février 2016 - Kimi no Ashiato[5]